# Маловолчанська сільська рада
Маловолча́нська сільська рада (рос. Маловолчанский сельский совет) — сільське поселення у складі Крутіхинського району Алтайського краю Росії.
Адміністративний центр та єдиний населений пункт — село Маловолчанка.

## Населення
Населення — 575 осіб (2019; 651 в 2010, 832 у 2002).